# مسجد جامع تسوج

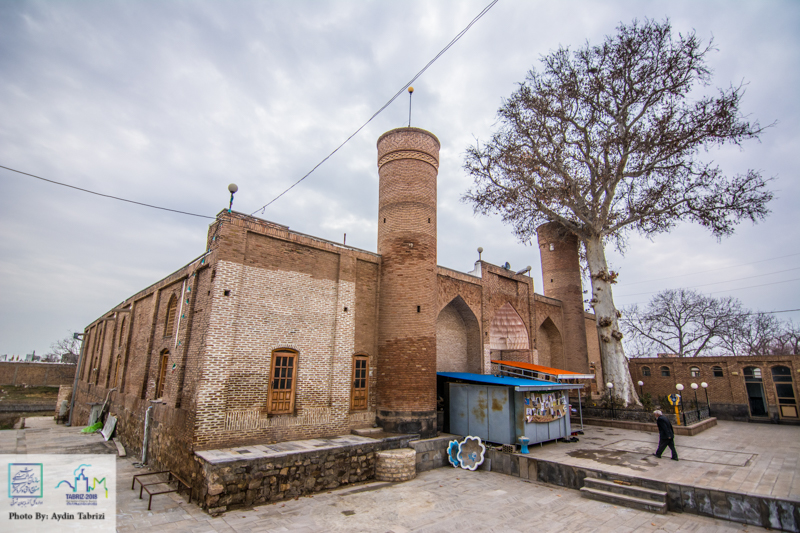

مسجد جامع تسوج مربوط به سدهٔ ۱۰ ه.ق است و در داخل تسوج واقع شده و این اثر در تاریخ ۱ فروردین ۱۳۴۷ با شمارهٔ ثبت ۷۸۱ به‌عنوان یکی از آثار ملی ایران به ثبت رسیده است.